# Kamber (Vorname)
Kamber ist ein türkischer weiblicher und männlicher Vorname.
Er bedeutet unter anderem treuer Freund oder Sklave.

## Verbreitung
Der Name wird in Deutschland selten vergeben, in den letzten 10 Jahren wurde er nur etwa 30 Mal gewählt. Kamber wurde in Österreich seit 1984 nur 1 Mal vergeben. In der Schweiz tragen 42 Personen diesen Namen (Stand 2022). Auch in Belgien und Dänemark kommt der Name nachweislich in der Namensgebung vor, jedoch ist er dort ebenfalls ein seltener Name.

## Namensträger
- Kamber Arslan (* 1980), türkischer Fußballspieler